# AN-M40
AN-M40 – amerykańska bomba odłamkowa wagomiaru 22 funtów. Była stosowana podczas II wojny światowej przez lotnictwo US Navy i USAAC. Przenoszona w bombach kasetowych AN-M4.
Bomba AN-M40 składała się z metalowej tulei wypełnionej materiałem wybuchowym, na którą nakręcona była spirala z kwadratowego pręta stalowego (fragmentacja tej spirali była głównym źródłem odłamków). Oba końce tulei były zakończone gwintami, na które nakręcano głowicę i część ogonową bomby. W głowicy był wykonany gwintowany twór, w który wkręcany był zapalnik AN-M104 lub AN-M120. Do tylnej części bomby przykręcony był cylindryczny pojemnik mieszczący spadochron spowalniający opadanie bomby.